# Campomanesia aromatica
Campomanesia aromatica är en myrtenväxtart som först beskrevs av Jean Baptiste Christophe Fusée Aublet, och fick sitt nu gällande namn av August Heinrich Rudolf Grisebach. Campomanesia aromatica ingår i släktet Campomanesia och familjen myrtenväxter. IUCN kategoriserar arten globalt som sårbar. Inga underarter finns listade i Catalogue of Life.

## Bildgalleri

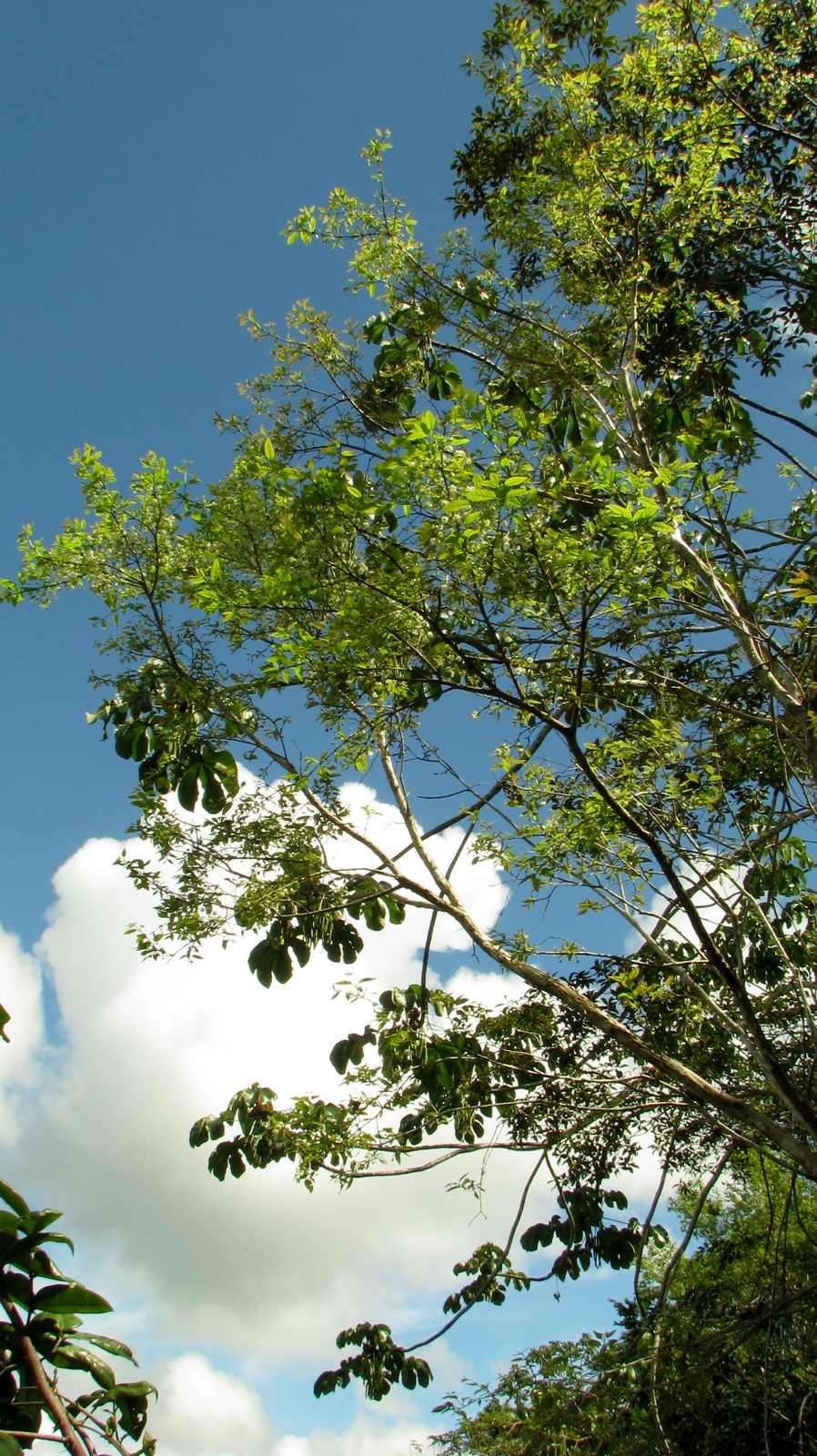
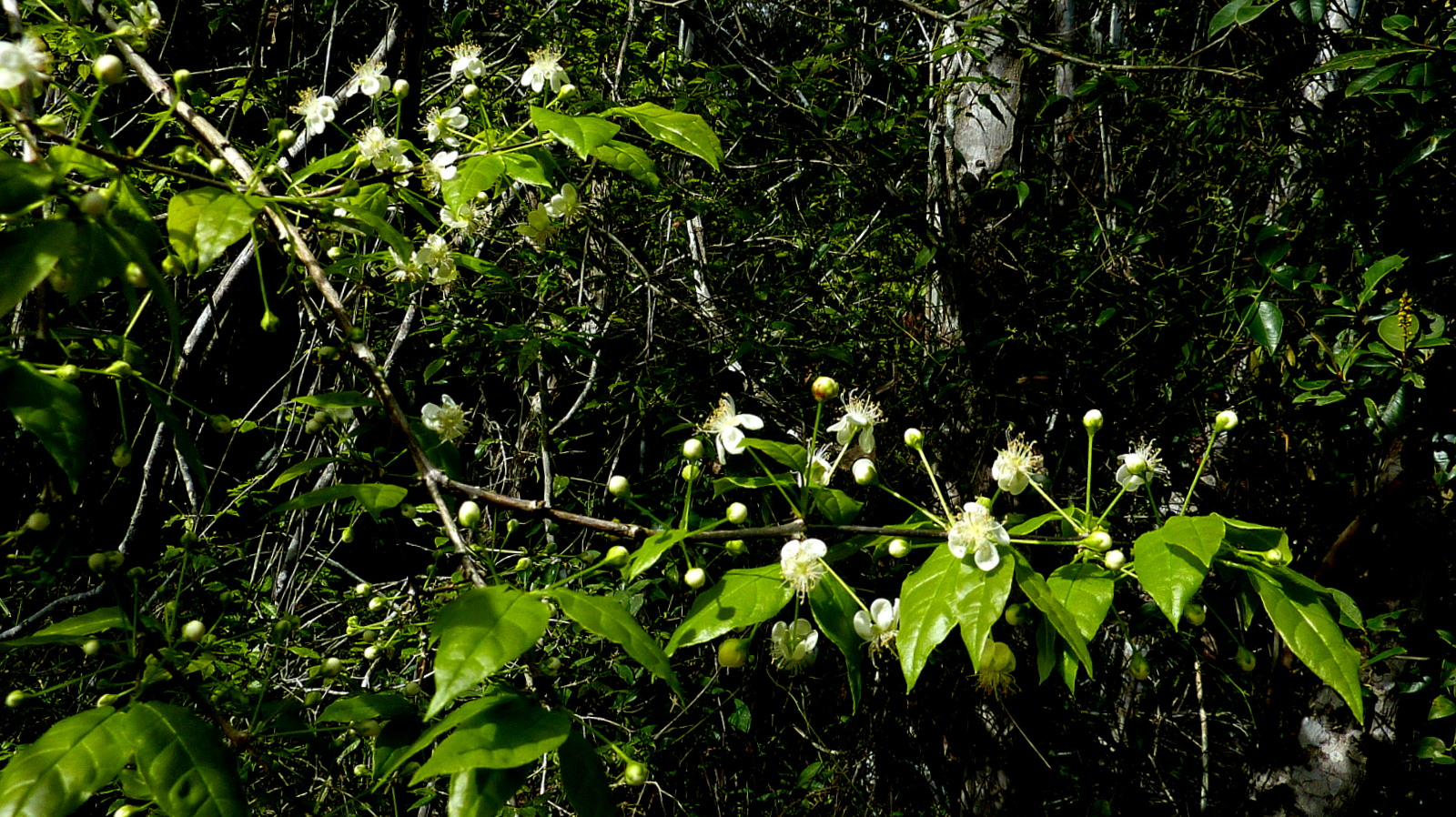